# Les Vertus cardinales et théologales
Les Vertus cardinales et théologales est une fresque du peintre italien de la Renaissance Raphaël, peinte en 1511 (660 cm à la base). Elle se trouve dans la Chambre de la Signature, une des chambres de Raphaël située dans le palais apostolique du Vatican.

## Histoire
La fresque des Vertus est la dernière à être achevée dans la Chambre de la Signature, probablement en 1511 comme le suggère l'inscription sur l'ébrasement de la fenêtre : JVLIVS.II.LIGVR.PONT MAX.UN.CHRIS.MDXI.PONTIFICAT.SVI.VIII.. Le mur sud, qui est dédié à la théorie du droit et qui clôt les références aux catégories du Savoir (avec la Théologie, la Philosophie et la Poésie figurée sur les autres fresques), a une forme particulièrement irrégulière en raison de la présence d'une haute ouverture en son centre.

## Travaux préparatoires
Une copie d'une esquisse préliminaire destinée à l'une des salles avec l'Apocalypse comme sujet est conservée au musée du Louvre. Cette représentation était généralement associée à un carton raté de la Chambre d'Héliodore (Muntz), peut-être destinée au mur nord, à la place de La Délivrance de saint Pierre (Crowe, Cavalcaselle, Springer, Venturi et Redig de Campos), ou au mur sud, celui de La Messe de Bolsena (Ruland, Pastor, Fischel, Steinmann, Hartt et Freedberg), également en raison de la position décentrée de la fenêtre.
Cependant, la présence du portrait de Jules II sans barbe, avant ses vœux religieux du 17 août 1510, ainsi que la mauvaise concordance des éléments qui relient ce projet à la Chambre d'Héliodore, suggéreraient plutôt un dessin pour un mur de la Chambre de la Signature. Après tout, l'Apocalypse serait le jugement le plus important, le Jugement dernier, donc lié au thème de la loi (divine), et aurait équilibré les murs avec un double contraste entre thèmes religieux (avec La Dispute du Saint-Sacrement) et profane (L'École d'Athènes et le Parnasse). Le thème a peut-être été abandonné après la défaite du pape devant les Français.

## Description et style
Raphaël résout le problème de la forme du mur en le divisant, à travers une fausse charpente architecturale, en trois zones : une supérieure, où sur un parapet qui se détache du ciel, trois Vertus sont représentées, et deux latérales, avec les scènes de La Remise des pandectes à l'empereur Justinien par Tribonien (droit civil) et Grégoire IX approuvant les décrétales (droit canonique).

### Les Vertus

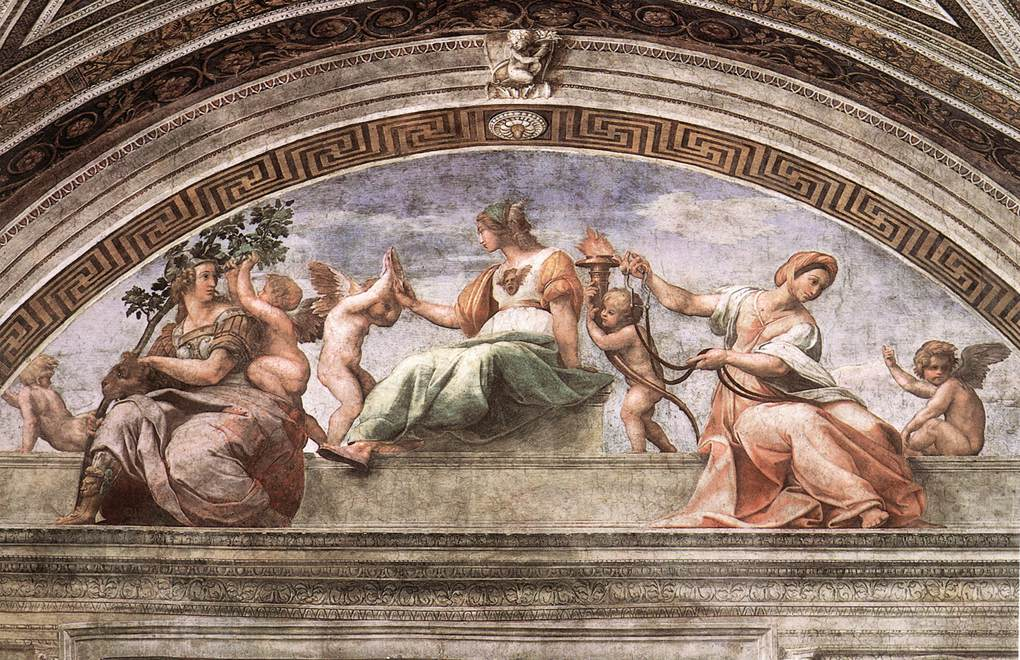
Les Vertus.

Les Vertus cardinales sont personnifiées par trois femmes et les Vertus théologales par trois anges. À gauche, la Force, avec un casque sur la tête, tient une branche de chêne dont les fruits sont cueillis par l'ange de la Charité. La Prudence, vêtue de vert et blanc, a deux visages, dont l'un se regarde dans un miroir, scrutant le temps actuel, et l'autre, à l'arrière de la tête, celui d'un vieillard, symbole de la connaissance du Passé et de l'Expérience qui en est acquise ; l'ange représente l'Espérance se tient derrière avec une torche. Enfin, à droite, la Tempérance garde la Foi qui pointe son doigt vers le ciel et qui saisit un mors et une bride, symboles de la domination sur les passions mauvaises. Selon la doctrine platonicienne élaborée par saint Augustin, elle est hiérarchiquement supérieure aux autres.
La Vertu cardinale de la Justice est représentée sur la voûte de la chambre, au-dessus des trois autres, celles-ci étant considérées par l'Église et la théologie morale comme étant issues de la Justice.
La vertu cardinale de la Force est représentée portant un casque, armée pour le combat et la résistance afin de triompher des épreuves (résistance intérieure face aux tentations et au mal, et résistance extérieure, notamment dans les persécutions et la persévérance dans la foi). Elle tient symboliquement une branche de chêne, l'arbre le plus résistant dans la nature ; en italien, rovere, nom de naissance du pape Jules II, Giuliano della Rovere, signifie « chêne rouvre », pape à la très forte personnalité, ce dont ses contemporains sont parfaitement conscients. Le lion est là pour évoquer également la vertu de la Force, étant considéré comme le plus fort des animaux.
Raphaël a le génie de représenter la vertu cardinale de la Prudence avec deux visages, devant celui d'une jeune femme qui se scrute dans un miroir, symbole de la prudence au quotidien, et à l'arrière, celui d'un vieillard, symbole de la connaissance du passé et l'expérience qu'on doit en acquérir sagement pour ne plus trébucher à l'avenir. Le miroir, qu'elle tient de sa main droite, est l'un des attributs habituels dans les représentations de la vertu de la Prudence. Il symbolise la connaissance sincère de soi, et pourrait constituer un rappel des paroles de saint Paul dans la première épître aux Corinthiens : « Car nous voyons, à présent, dans un miroir, en énigme, mais alors (dans l'autre Monde), ce sera face à face. À présent, je connais d'une manière partielle ; mais après, je connaîtrai tel que je serai connu. » (1 Co 13,12).
Enfin, la vertu cardinale de la Tempérance est celle « qui modère les passions et les désirs » (Littré), d'où la bride et le mors, symboles de la domination qu'il faut acquérir sur les passions mauvaises et les concupiscences, quelles qu'elles soient.
Cinq putti, ailés et non, participent également à la scène, reliant les personnages principaux avec des mouvements harmonieux. Trois d'entre eux personnifient les vertus théologales : celui qui cueille les fruits de la branche de la forteresse représente la Charité, celui avec le flambeau représente l'Espoir (faisant allusion à la parabole biblique des dix vierges), et celui qui montre le ciel la Foi.
Les grandes formes monumentales témoignent de l'influence de Michel-Ange, qui en août 1511 a révélé les fresques du plafond de la chapelle Sixtine. Le rythme, cependant, est mesuré et composé, avec une mise en forme classique, approchant déjà les développements de la Chambre d'Héliodore . 

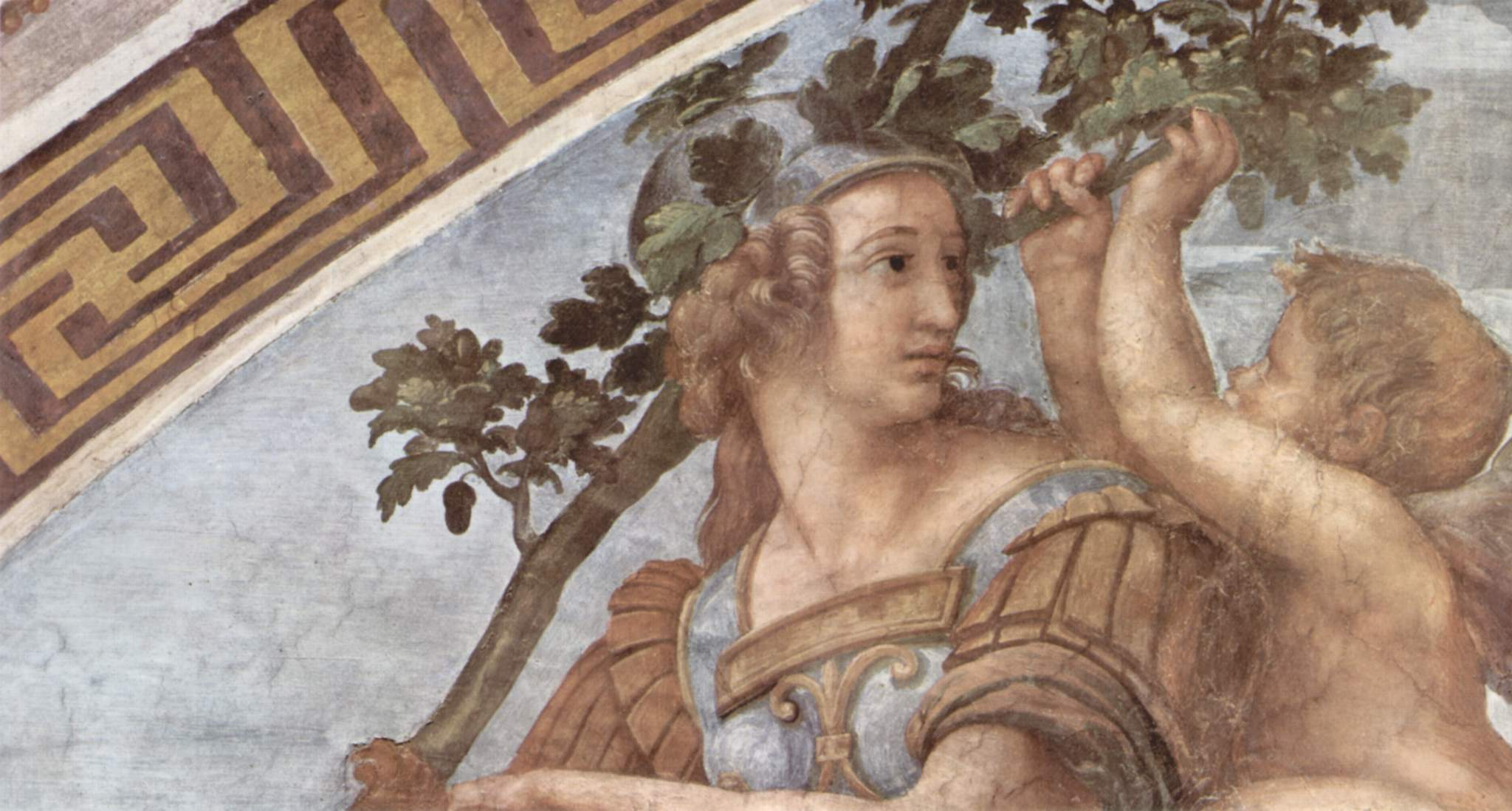
La Force (détail).
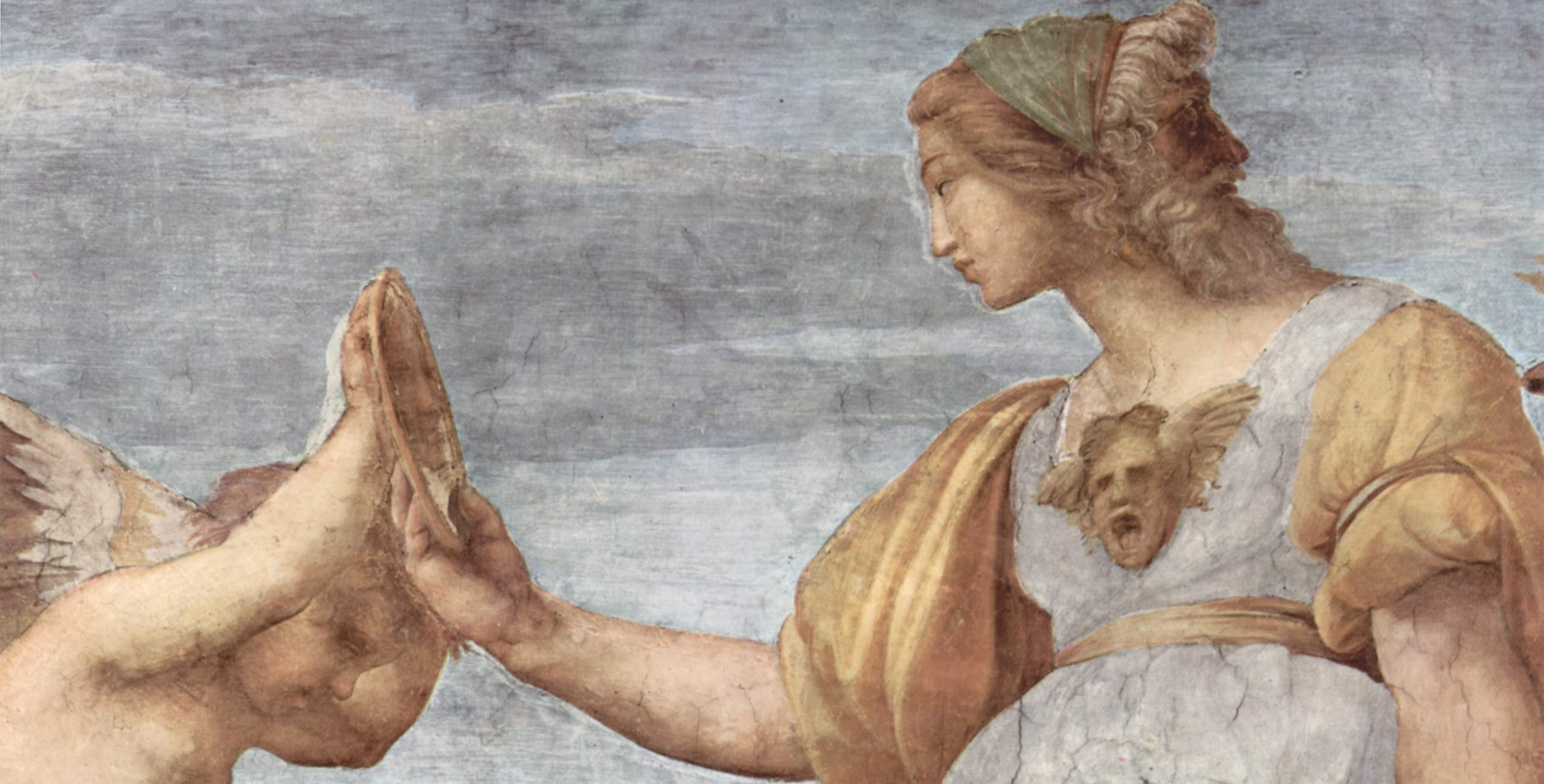
La Prudence (détail).

### La Remise des pandectes à l'empereur Justinien par Tribonien

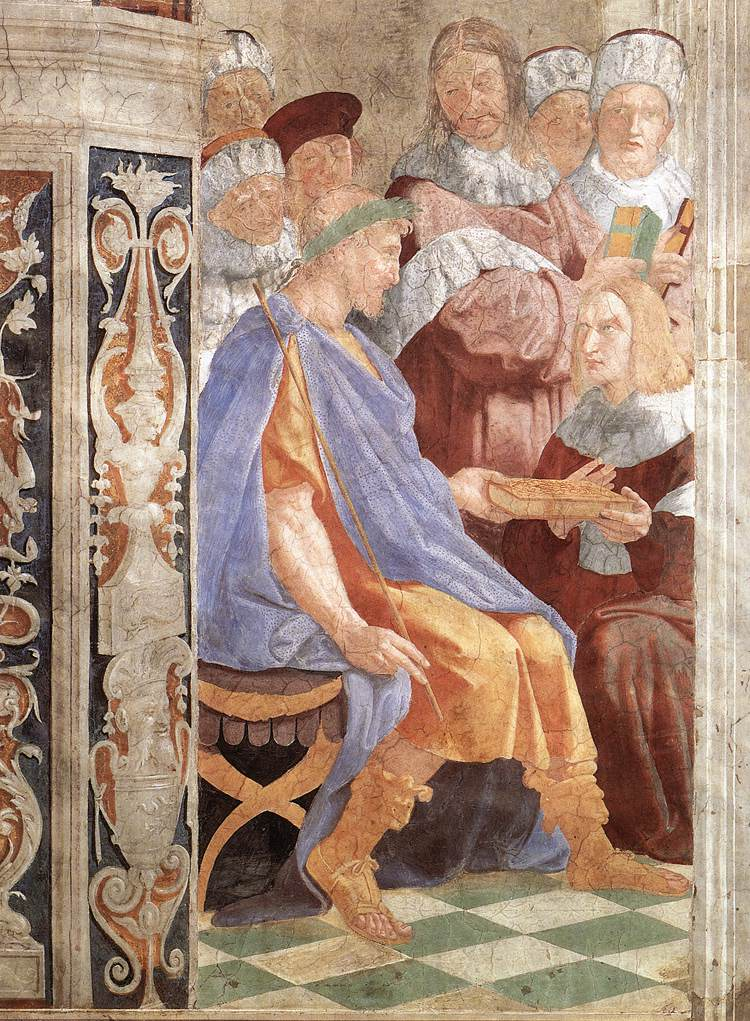
Les Tribonien livrent les Pandectes à Justinien.

La fresque de La Remise des pandectes à l'empereur Justinien par Tribonien, l'un des chefs-d'œuvre de Raphaël, se trouve en bas à gauche, à côté de la fenêtre. L'empereur avait ordonné la compilation des pandectes et promulgua celle-ci en l'an 529. 
Cette scène célèbre le droit naturel et le droit civil. L'empereur est assis de profil, avec les signes de sa puissance clairement visibles (couronne et sceptre), tandis qu'il reçoit un livre d'un Tribonien agenouillé, assisté de dignitaires aux chapeaux exotiques, inspirés du style byzantin.
L'œuvre a subi de graves dommages qui ont détérioré sa lisibilité. L'exécution de la fresque fait généralement référence aux aides de Raphaël, qui a travaillé sur sa conception, dont probablement Sodoma. Ludovico Dolce, dans le Dialogue de la peinture (1557), signale une restauration des fresques des Chambres par Sebastiano del Piombo, mais Pallucchini (1944) émet l'hypothèse comme douteuse concernant cette scène. En 2000, elle est plutôt considérée comme l'un des signes de la présence documentée de Lorenzo Lotto sur le chantier des Chambres.

### Grégoire IX approuvant les décrétales

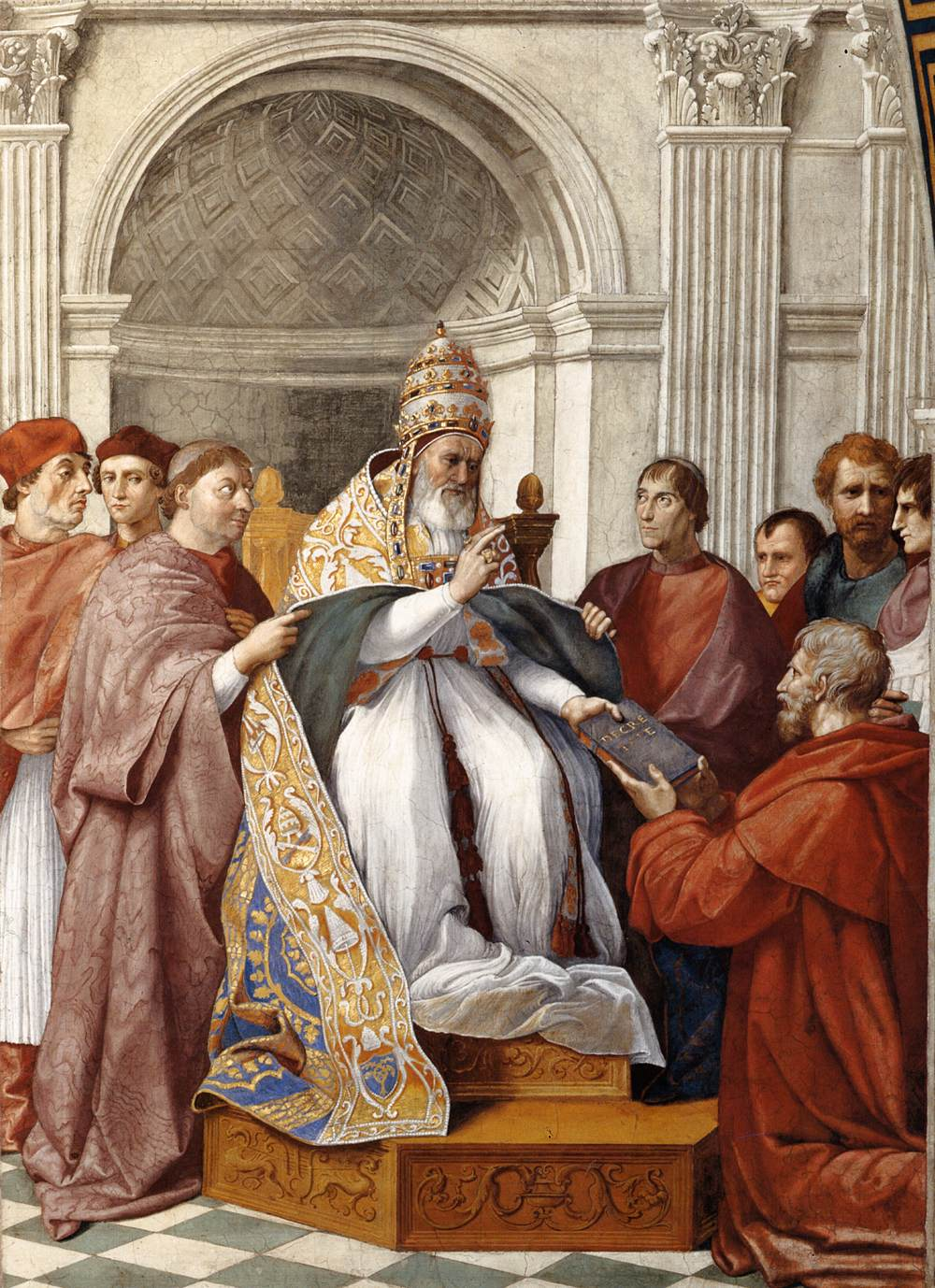
Grégoire IX approuve les décrétales.

À droite, Raphaël représente, en parallèle, La Remise des décrétales au pape Grégoire IX, somme magistrale de droit canonique dont Grégoire IX avait commandé la compilation raisonnée et dont il ordonna la publication en 1234. À sa droite (à sa gauche pour spectateur), le cardinal en robe violette, a les traits du cardinal Jean de Médicis, futur pape Léon X, avec le cardinal Bibbiena et Antonio Del Monte derrière lui, et à sa gauche (à droite pour le spectateur) un cardinal a les traits du cardinal Jules de Médicis, le futur pape Clément VII qui est flanqué d'Alessandro Farnese, futur Paul III. Le pape Grégoire IX est lui-même représenté avec les traits du pape Jules II, alors pontife régnant, qui a commandé à Raphaël la création de cette fresque.
La scène est située devant une niche aux caissons en forme de losange semblable à celle de l'autre scène : les deux fresques sont liées par un système de correspondances avec un pape opposé à un empereur et le droit canonique opposé au droit civil.
L'espace plus grand permet une représentation plus construite, avec le trône du pape plastiquement articulé en perspective raccourcie selon un point de fuite situé au centre idéal du mur, donc à gauche de la fresque.
La barbe du pontife permet de dater l'ouvrage après juin 1511, lorsque le pontife revient à Rome après avoir juré de ne pas la raser jusqu'à ce qu'il ait libéré l'Italie des étrangers.
Le travail se réfère généralement aux aides, à partir d'une conception de Raphaël, peut-être Baldassarre Peruzzi ou Guillaume de Marcillat .

## Source de traduction
- (it) Cet article est partiellement ou en totalité issu de l’article de Wikipédia en italien intitulé « Virtù e la Legge » (voir la liste des auteurs).